# Yarden Gerbi
Pour les articles homonymes, voir Gerbi.
Yarden Gerbi, née le 8 juillet 1989 à Netanya, est une judokate israélienne en activité évoluant dans la catégorie des moins de 63 kg.

## Biographie
Aux Championnats du monde de judo 2013 à Rio de Janeiro, elle remporte son premier titre mondial en battant en finale la Française Clarisse Agbegnenou en 43 secondes.

## Palmarès
| Année | Compétition           | Lieu           | Résultat | Catégorie      |
| ----- | --------------------- | -------------- | -------- | -------------- |
| 2012  | Championnats d'Europe | Tcheliabinsk   | 2e       | Moins de 63 kg |
| 2013  | Championnats d'Europe | Budapest       | 3e       | Moins de 63 kg |
| 2013  | Championnats du monde | Rio de Janeiro | 1re      | Moins de 63 kg |
| 2014  | Championnats du monde | Tcheliabinsk   | 2e       | Moins de 63 kg |
| 2016  | Jeux olympiques       | Rio de Janeiro | 3e       | Moins de 63 kg |